# Erratics Valley
Das Erratics Valley (englisch für Findlingstal) ist ein durch den Gletscherrückgang freigelegtes Tal auf Signy Island im Archipel der Südlichen Orkneyinseln. Es liegt nördlich des Whalers Bluff.
Das UK Antarctic Place-Names Committee benannte es 2004 nach den hier befindlichen und ansonsten auf Signy Island selten anzutreffenden Findlingen.